# コシグロクサシギ
コシグロクサシギ （学名：Tringa solitaria）は、チドリ目シギ科の鳥類。

## 分布
繁殖地アラスカ、カナダ
越冬地中央アメリカ、南アメリカ

## 形態
特徴は写真参照。

## 生態
食性無脊椎動物、カエル

## 絶滅危惧評価
- LEAST CONCERN (IUCN Red List Ver. 3.1 (2001))
[1]

## 参照・注釈
1. ↑  Tringa solitaria  (Species Factsheet by BirdLife International)